# Star Wars: The Force Unleashed (игра)
Star Wars: The Force Unleashed (с англ. — «Звёздные войны: Необузданная Сила») — видеоигра вселенной «Звёздных войн», выпущенная в 2008 году на множестве платформ, включая PlayStation 3, Xbox 360, Wii, PlayStation 2, PlayStation Portable, Nintendo DS, N-Gage второго поколения, iPhone, PC. Игра является частью одноимённого медиапроекта, состоящего из романа, комикса, энциклопедического издания и набора для ролевых игр. Игра на консолях появилась на прилавках США 16 сентября 2008 года, ещё до выхода романа и графической новеллы. Расширенное издание игры под названием Ultimate Sith Edition вышло в 2009 году. Версия для Nintendo Switch, основанная на версии для Wii, вышла во всём мире 20 апреля 2022 года.
В разработке игры, продюсировании и в написании сценария участвовал непосредственно сам Джордж Лукас, создатель «Звёздных войн», что ранее было нетипично для игр по данной вселенной. По замыслу разработчиков, игра должна была стать лёгкой в освоении. При создании игры разработчики поставили перед собой задачу: сделать геймплей зрелищным, эффектным, при этом минимизировав сложность использования боевых приёмов.

## Игровой процесс
Несмотря на то, что «некст-ген» версия игры отличается от «паст-ген» версии в некоторых аспектах, все версии представляют собой экшен от третьего лица, в котором оружием персонажа являются Сила и световой меч. Уровни в игре построены линейно, но, тем не менее, на них можно найти Голокроны, открывающие концепт-арты, а также другие спрятанные предметы. Также, на уровнях периодически можно найти кристаллы, так или иначе усиливающие игрока на некоторое время, например, жёлтый кристалл неуязвимости. В игре имеется система комбо, позволяющая накладывать друг на друга атаки световым мечом и комбинировать атаки световым мечом со способностями Силы. Очки опыта, полученные за убийство врагов и нахождение Голокронов, могут быть использованы для увеличения способностей и характеристик Старкиллера. В игре присутствует множество видов врагов, которые, свойственно для жанра, представлены в большом количестве и могут напасть на игрока со всех сторон. На протяжении всей игры Старкиллер также будет сражаться с более серьёзными противниками-боссами, для которых нужна своя тактика, например, джедай Шаак Ти. В игре имеется ряд QTE, где игроку нужно вовремя нажимать на кнопки в определённой последовательности.

## Сюжет
Действие игры разворачивается между III и IV эпизодами кинематографической саги. Дарт Вейдер, жестокий владыка-ситх, прочёсывает Галактику в поисках уцелевших джедаев. Он прилетает на мятежный Кашиик, где вуки восстали против Империи, и, по слухам, им помогает некий джедай. Он находит этого джедая, Кенто Марека, и убивает его в поединке, прикончив противника Удушением Силы. Вейдер обнаруживает, что у Марека есть маленький сын Гален, чувствует в нём Силу, и забирает его для обучения Тёмной стороне. Он нарекает своего тайного ученика Старкиллером, и заставляет его поверить в то, что вместе они свергнут императора Палпатина.
Спустя долгие годы обучения Старкиллер получает от своего учителя первое серьёзное задание — убить мастера-джедая Рама Коту, ветерана Войн клонов, а также уничтожить всех свидетелей на своём пути, как бойцов Коты, так и имперцев. Вейдер находит Старкиллеру нового пилота, Джуно Эклипс, с которой главный герой поначалу был холоден, но постепенно он начал в неё влюбляться. Также в компанию Старкиллера входит дроид ПРОКСИ, умеющий принимать облик и использовать способности любого человека, и запрограммированный когда-нибудь уничтожить Старкиллера, что нисколько не скрывает. Все трое на корабле Старкиллера «Хищная тень» отправляются на орбиту планеты Нар Шадаа, на космическую верфь по производству имперских TIE-истребителей, на которую напал Кота со своим отрядом ополченцев. Старкиллер пробивается сквозь борющихся воинов Коты и штурмовиков Империи, уничтожая всех на своём пути, пока, наконец, не находит своего противника. Во время поединка на капитанском мостике Кота с помощью Силы отрывает мостик от станции, и вся конструкция начинает падать на Нар Шадаа. Но Старкиллер ослепляет джедая своим световым мечом, и сбрасывает его вниз, на планету. Кота успевает сказать Старкиллеру, что он видит себя в его будущем.
После победы над Котой Старкиллер приносит световой меч поверженного противника Вейдеру, и получает новый приказ — отправиться на мусорную планету Раксус Прайм, чтобы отыскать и убить полумеханического джедая-изгнанника Каздана Паратуса. Безумный Паратус бьётся со Старкиллером в сооружённой им копии Храма Джедаев, в которой восседают статуи Магистров. Старкиллер побеждает Паратуса, и тот перед смертью просит прощения у изваяний джедаев за то, что «снова их подвёл».
Старкиллер уверен, что он достаточно овладел мастерством Силы, чтобы бросить вызов Императору, но Вейдер приказывает ему сначала сразиться с настоящим мастером-джедаем — магистром Шаак Ти, которая тренирует на планете Фелуции своего падавана Марис Бруд, и армию воинов, умеющих использовать Силу. Старкиллер отправляется на Фелуцию и убивает Шаак Ти в древнем гнезде Сарлакка, месте ритуальных жертвоприношений. Перед смертью Шаак Ти пророчит Старкиллеру печальную судьбу, предупреждая о том, что рано или поздно все ситхи предают друг друга.
Старкиллер отправляется к своему повелителю, докладывая о победе. Вейдер говорит, что ученик теперь достаточно силён, чтобы пойти против Императора и назначает встречу на строящемся Звёздном Дредноуте «Палач». Но шпионы Императора обнаружили Старкиллера. Владыка ситхов Палпатин приказывает Вейдеру убить ученика, искупив тем самым свою попытку предательства. Вейдер повинуется, выбрасывая Старкиллера в космос.
Вскоре Вейдер находит и оживляет Старкиллера. Он объясняет причину своего поступка — Владыка ситхов теперь уверен, что Старкиллер мёртв, и это поможет выполнить задуманный Вейдером план свержения Императора. Старкиллер, поначалу злившийся на Вейдера за предательство, всё же снова поверил ему. Он получает новую задачу — собрать сочувствующих Сопротивлению сенаторов, которые согласятся стать вождями повстанцев, и основать Альянс, который будет использован как отвлекающий манёвр для убийства Императора. Вейдер говорит, что Старкиллер волен сам выполнять все действия. Старкиллер находит и спасает свою возлюбленную Джуно, которая заключена под стражу по обвинению в измене.
Первым делом Старкиллер летит на Беспин, и находит в баре Облачного Города Рама Коту, который выжил после падения на Нар Шадаа, но из-за слепоты пал духом и начал пить. Кота становится наставником Старкиллера. По указанию Коты герой отправляется на Кашиик, где жестокий имперский капитан Оззик Штурн держит в плену принцессу Лею Органу, дочь прославленного героя Войн Клонов, сенатора Бейла Органы. На Кашиике Старкиллер встречается с призраком своего отца, который говорит, что не хотел для своего сына такой судьбы. Освобождённая Органа отказывается покидать Кашиик до тех пор, пока не будет уничтожена репульсорная установка «Звёздный Коготь», при помощи которой Империя намеревается депортировать вуки за пределы их родной планеты. Старкиллер уничтожает установку, попутно убивая самого Оззика Штурна, сражающегося внутри шагающего имперского танка АТ-КТ.
Старкиллер возвращается на Фелуцию, где озлобленная ученица Шаак Ти Марис Бруд держит в заложниках сенатора Бейла Органу, намереваясь сдать его Императору в обмен на прощение своего участия в Сопротивлении. Здесь герой сталкивается с ранкорами — гигантскими смертоносными существами на службе жителей Фелуции. Путешествуя по смертельно опасным внутренностям Сарлакка, Старкиллер находит Марис на Кладбище Ранкоров и побеждает её вместе с её Ранкором-Быком, но он пощадил её в обмен на обещание никогда не обращаться к Тёмной стороне. Сенатор Органа свободен.
Старкиллер возвращается на Раксус Прайм, чтобы уничтожить завод по производству Звёздных разрушителей. Здесь дроид ПРОКСИ, наконец, пытается выполнить свой замысел, и убить Старкиллера, принимая облик побеждённых героем врагов (Имперский Теневой Гвардеец, павшая на Тёмную сторону Марис Бруд, Рам Кота и Шаак Ти) и используя их Силу. Последнее его воплощение — легендарный ситх-воин Дарт Мол, побеждённый Оби-Ваном Кеноби в первом эпизоде кинематографической саги. В итоге Старкиллер одерживает над ним победу, после чего ПРОКСИ оставляет попытки сразиться с героем. На Раксус Прайм Старкиллер совершает нечто, до сих пор недостижимое ни для одного джедая — ценой неимоверных усилий при помощи Силы он заставляет упасть на поверхность планеты гигантский Звёздный Разрушитель.
«Игры в джедая» всё же не прошли даром: Старкиллер смог почувствовать истинное дыхание Светлой стороны и готов стать настоящим джедаем (тем более, что он обладает невиданными ранее способностями Силы). Но он всё ещё раб для своего «повелителя».
Рам Кота и сенаторы Бейл Органа, Мон Мотма и Гарм Бел Иблис во главе со Старкиллером собираются на Кореллии, где провозглашают основание Альянса. Внезапно планету атакуют имперские войска. Вейдер врывается к ним и забирает вождей повстанцев для того, чтобы Император лично казнил их. Старкиллер с горечью понимает, как права была Шаак Ти — Вейдер предал его, всё время лгал ему, использовал как марионетку, чтобы отыскать скрытых врагов Империи и передать их для казни Императору. Вейдер объяснил, что с самого начала не собирался обращаться к помощи Старкиллера для свержения Палпатина, и собирается добить Старкиллера, но его останавливает дроид ПРОКСИ, расплачиваясь за это своей жизнью. Старкиллер падает со скалы, чудом выживает, его подбирает Джуно. После этого в Старкиллере окончательно проснулся джедай Гален Марек, и он отрекается от ситхов, решая посвятить себя Светлой стороне Силы. Они летят на Звезду Смерти для последней битвы, собираясь спасти пленников Палпатина от мучительной казни. Перед уходом Джуно целует Галена, тем самым проявляя ответные чувства.
Перебив имперские войска и победив самого Дарта Вейдера, Старкиллер встаёт перед выбором между Тьмой и Светом. Император отмечает его неслыханную силу и предлагает ему добить Вейдера и стать его заменой, в то время как Рам Кота овладевает световым мечом Императора и пытается атаковать, но Император поражает его молнией. Теперь у главного героя есть два пути: сразиться с Императором и ценой своей жизни спасти Коту с вождями Сопротивления, своей жертвой вдохновив их на борьбу с Империей (каноническая концовка), или же атаковать Вейдера, и в конце концов занять место рядом с Палпатином как Лорд Старкиллер (неканоническая концовка).

## Адаптации

### Графический роман
Книга комиксов Star Wars: The Force Unleashed была опубликована издательством Dark Horse 18 августа 2008 года. В комиксах повествование ведётся от лица робота ПРОКСИ, которого Джуно и сенатор Органа находят во льдах.

### Роман
Одноимённый роман Шона Уильямса был опубликован в США 19 августа 2008 года. В течение недели он продержался на первом месте в рейтингах научной фантастики изданий Publishers Weekly и The New York Times.
Отмечалось, что события во многом описываются с позиций практиков тёмной стороны, Виллиамс искал возможность изобразить джедаев в качестве «плохих парней». Большое значение в романе придаётся описанию женского персонажа Джуно Эклипс и интересу, который испытывал к ней главный герой.
Автор романа пояснил, что если игра позволяет совершить то, что предстояло сделать главному герою, то книга даёт понять, как же он относился к этим действиям, раскрывая новый аспект истории.

## Расширенное издание
Расширенное издание игры вышло 3 ноября 2009 года на PC, Mac, PlayStation 3 и Xbox 360 под названием Ultimate Sith Edition. Оно включает в себя все выпущенные загружаемые уровни, а также 3 миссии, которые ранее были доступны лишь в виде загружаемого контента. Некоторые из них являются альтернативными продолжением игры и развитием сюжета фильмов.
Локализатором этого издания в России стала компания 1С, выпустившая его ПК-версию с русскими субтитрами.

## Продолжение
12 декабря 2009 года LucasArts объявила о разработке второй части серии. На рынок игра поступила в конце октября 2010 года. Главным героем игры становится всё тот же Старкиллер, который ожил во время эксперимента по клонированию.

## Отзывы
| Сводный рейтинг    | Сводный рейтинг                | Сводный рейтинг                | Сводный рейтинг                | Сводный рейтинг                | Сводный рейтинг                | Сводный рейтинг                | Сводный рейтинг                |
| Издание            | Оценка                         | Оценка                         | Оценка                         | Оценка                         | Оценка                         | Оценка                         | Оценка                         |
| Издание            | DS                             | PC                             | PS2                            | PS3                            | PSP                            | Wii                            | Xbox 360                       |
| ------------------ | ------------------------------ | ------------------------------ | ------------------------------ | ------------------------------ | ------------------------------ | ------------------------------ | ------------------------------ |
| GameRankings       | 60 %                           | 61,00 %                        | 69 %                           | 71,81 %                        | 69 %                           | 73,56 %                        | 73,34 %                        |
| Metacritic         | 61/100                         | N/A                            | 68/100                         | 71/100                         | 70/100                         | 71/100                         | 73/100                         |
| Иноязычные издания |                                |                                |                                |                                |                                |                                |                                |
| Издание            | Оценка                         | Оценка                         | Оценка                         | Оценка                         | Оценка                         | Оценка                         | Оценка                         |
| Издание            | DS                             | PC                             | PS2                            | PS3                            | PSP                            | Wii                            | Xbox 360                       |
| 1UP.com            | B                              | N/A                            | N/A                            | C                              | C-                             | C                              | C                              |
| EGM                | N/A                            | N/A                            | N/A                            | C, C, B-                       | N/A                            | N/A                            | C, C, B-                       |
| Game Informer      | N/A                            | N/A                            | N/A                            | 8,75/10                        | N/A                            | N/A                            | 8,75/10                        |
| GameSpot           | 5,5/10                         | 5,0/10                         | 6,0/10                         | 7,5/10                         | 7,0/10                         | 6,0/10                         | 7,5/10                         |
| IGN                | 7,0/10                         | 7,5/10                         | 7,2/10                         | 7,3/10                         | 7,5/10                         | 7,8/10                         | 7,3/10                         |
| ONM                | N/A                            | N/A                            | N/A                            | N/A                            | N/A                            | 82 %                           | N/A                            |
| OXM                | N/A                            | N/A                            | N/A                            | N/A                            | N/A                            | N/A                            | 7,5/10                         |
| X-Play             | N/A                            | N/A                            | N/A                            | 2/5                            | N/A                            | N/A                            | 2/5                            |
| Награды            |                                |                                |                                |                                |                                |                                |                                |
| Издание            | Награда                        | Награда                        | Награда                        | Награда                        | Награда                        | Награда                        | Награда                        |
| GameSpot           | Best Use of a Creative License | Best Use of a Creative License | Best Use of a Creative License | Best Use of a Creative License | Best Use of a Creative License | Best Use of a Creative License | Best Use of a Creative License |

Игра получила смешанные отзывы от критиков.